# 筑波大学附属久里浜特別支援学校
筑波大学附属久里浜特別支援学校（つくばだいがくふぞく くりはまとくべつしえんがっこう、英: Special Needs Education School for Children with Autism, University of Tsukuba）は、神奈川県横須賀市野比に所在する国立特別支援学校。筑波大学の附属学校であり、国内で唯一の国立の知的障害者・自閉症児を対象とする特別支援学校である。

## 概要
1973年（昭和48年）9月、国立久里浜養護学校開校。重度・重複障害児を対象としていた。2004年4月、筑波大学附属久里浜養護学校となり、知的障害を伴う自閉症児を対象とする学校となる。2007年4月、筑波大学附属久里浜特別支援学校と改称する。
幼稚部、小学部を設置している。また寄宿舎を設置しており、県外から児童を受け入れている。学区による入学制限はない。神奈川県のほか、千葉県、東京都、埼玉県に在住する児童生徒が通学することもある。
神奈川県横須賀市野比五丁目、浦賀水道沿岸部に所在している。
2004年度より2期7年間は、文部科学省から研究開発学校の指定を受け、「自閉症児のための教育課程」に関する開発研究に取り組んできた。特に、幼児期から児童期までの一貫した教育カリキュラムを開発し、その成果を毎年2月の自閉症教育実践研究協議会で全国に発信し続けてきた。2011年度以降は、「自立活動」をテーマに掲げ、自閉症児のための指導法や教材に関しては「明日から使える自閉症教育のポイント」という書籍にまとめている。2012年度には、TEACCHセンター（アメリカ・ノースカロライナ州ウィルミントン）から自閉症幼児の指導のための研修プログラム「Ready, set, go」を本校向けにアレンジしてもらい、指導力の向上に向けた取り組みも行った。また、国立特別支援教育総合研究所との共催による「世界自閉症啓発デーIN横須賀」を開催することで、自閉症児・者に対する理解を深める活動などにも取り組んでいる。

## 教育

### 幼稚部
3〜5歳の年齢別の学級を基本の集団とし、安心感をもち、自主性を発揮できるよう、学級の子供の実態に応じた日課（内容、時間、場所、体制）を工夫して指導を行っている。また、年間を通して季節の行事や自然や文化的な体験も大切にして活動内容を設定している。

### 小学部
教育課程を、生活活動の指導、社会生活の指導、余暇活動の指導、知的障害特別支援学校の各教科、自立活動等から編成している。特に、「個別の課題学習」として国語・算数・自立活動の内容について、児童個々の実態や課題に合わせた指導を行っていること、「のびのびタイム」として、児童を、低学年・高学年それぞれで実態や課題を考慮した縦割りの学習グループを編成し、小集団の形で自立活動の時間における指導等を行っていることが大きな特色である。

## 沿革
- 1973年4月1日 - 国立学校設置法等の一部を改正する法律（昭和48年法律第103号）による改正後の国立学校設置法第9条および文部省令第22号により国立久里浜養護学校として開校。
- 2004年4月1日 - 筑波大学に編入され、国立大学法人筑波大学附属久里浜養護学校となる。
- 2007年4月1日 - 学校名を筑波大学附属久里浜特別支援学校に変更。

## 関連校
- 筑波大学
  - 筑波大学附属視覚特別支援学校
  - 筑波大学附属聴覚特別支援学校
  - 筑波大学附属大塚特別支援学校（知的障害）
  - 筑波大学附属桐が丘特別支援学校（肢体不自由）